# United States National Library of Medicine
United States National Library of Medicine (doslovně česky Národní knihovna medicíny Spojených států amerických) je řízena federální vládou Spojených států a jedná se o největší světovou knihovnu medicíny. Sbírky Národní knihovny medicíny zahrnují více než sedm milionů knih, žurnálů, odborných zpráv, rukopisů, mikrofilmů, fotografií a obrázků týkajících se medicíny a souvisejících věd, přičemž obsahují i světové nejstarší a nejvzácnější práce. Budova knihovny se nachází ve městě Bethesda, stát Maryland.
Od roku 1879 Národní knihovna medicíny vydává Index Medicus. Jde o měsíčního průvodce k článkům v přibližně pěti tisících vybraných časopisech.